# Mitsubishi A6M Zero
Mitsubishi A6M Zero (japonsko 零式艦上戦闘機) je bilo japonsko lovsko letalo 2. svetovne vojne. Zero je eno izmed najbolj znanih letal, skonstruiral ga je Jiro Horikoshi. Izdelovalo ga je podjetje Mitsubishi Heavy Industries v letih 1940−1945, skupaj so izdelali skoraj 11.000 letal. Uradno japonsko ime zanj je »Rei-sen«, uradno zavezniško ime pa »Zeke«, pozneje se je zanj povsem uveljavilo ime »Zero«. To ime je dobil zaradi uvedbe 1. julija 1940, ki je bilo po starem japonskem koledarju leto 2600.
Ob uvedbi je veljal za najboljšega palubnega lovca na svetu. Imel je velik dolet, majhno vzletno težo in je bil ravno zaradi majhne teže in močnega motorja zelo okreten, bil pa je izredno ranljiv za sovražnikov ogenj. Zasnovan je bil na najmanjši možni trdnosti in teži in ni imel nobenega oklepa niti samozatesnitvenih rezervoarjev, zato se je že pri najmanjših zadetkih rad vnel. Njegova okretnost je na začetku presenetila Američane, saj je Zero lahko izvedel veliko ožje zavoje od ameriških letal, ki so zato na začetku vojne na Pacifiku posledično utrpela precej izgub. Sredi leta 1943 so Američani dobili nova letala, uvedli so novo taktiko, zelo podobno taktiki nemških Bf-109 in Fw-190 proti britanskim Spitfirom. Taktika je slonela na strmoglavih napadih, ki so jim sledile "sveče", morali so se izogibati horizontalnim zavojem, saj je bil Zero vse do ~380 km/h veliko okretnejši od večine zavezniških letal. Razmerje moči se je sprva izenačilo, zatem pa dokončno prevesilo na stran Američanov.
Uvedba letal F6F Hellcat in F4U Corsair je pomenila konec mita in prevlade A6M Zera na Pacifiku. 

Zero je bil leta 1944 že zastarel, vendar je zaradi težav pri izdelavi novih lovcev še ostal v uporabi. Ob koncu vojne so ga uporabljali za samomorilske napade (kamikaze) na ameriške vojne ladje.
- Pilotska kabina Zera - pilotski sedež je izgledal kot stol vrtne garniture - nima nobenega hrbtnega oklepa za pilota. Vse to zaradi čim manjše teže.
- Nad Dutch Harborjem zadeti Zero Tadajošija Koge pušča dimno sled. Na otoku Akutan je nato neuspešno poskušal zasilno pristati.
- Američani so 11. julija 1942 na Akutanu našli zasilno pristalega Zera Tadajošija Koge. Pilot Koga je v tem letalu umrl že 4. junija 1942.
- Zero Tadajošija Koge 15. julija 1942 Američani v Dutch Harborju na Aleutih nalagajo na ladjo pred prevozom v ZDA.
- Popravljeni Zero Tadajošija Koge v ZDA.
- Zero Tadajošija Koge med preizkusnim poletom.

Američani so 10. julija 1942 na izvidniškim poletu z amfibijo PBY Catalina na otoku Akutan na Aleutih odkrili zasilno pristalega Zera. V njem so dan pozneje našli truplo pilota Tadajošija Koge, ki je v tem Zeru umrl že 4. junija 1942. Med poskusom zasilnega pristanka se je Zero prevrnil na hrbet. Letalo Koge je bilo tistega dne zadeto z malokalibrskim orožjem med napadom na Dutch Harbor. Ta napad japonskih letal je bil le slepilni manever za glavni napad na ameriško oporišče na otočju Midway. Bitka pri Midwayu (4.- 7. junija 1942) se je za Japonsko končala katastrofalno. Letalo Koge so nato 15. julija 1942 naložili na ladjo in ga prepeljali v San Diego v ZDA in ga popravili. Že 20. septembra 1942 je popravljeni Zero zopet poletel, nato so ga dobro preizkusili. Rezultati teh preizkusov so bili za Američane neprecenljive vrednosti in so jih delno upoštevali pri snovanju F6F Hellcata. Zero Tadajošija Koge je bil uničen pri trku med vožnjo po tleh z nekim drugim letalom na nekem letališču v ZDA februarja 1945. 
Za nekatere japonske zgodovinarje je bila najdba Zera Tadajošija Koge enaka katastrofa kot poraz Japonske v Bitki za Midway. 
Neki ameriški letalski strokovnjak je na vprašanje, kaj si misli o Zeru, odvrnil: "Zero? Oboroženo lahko turistično letalo z motorjem 1.300 konj!".

## Specifikacije (A6M2 Type 0 Model 21)
Podatki iz The Great Book of Fighters
Splošne karakteristike
- Posadka: 1
- Dolžina: 9,06 m (29 ft 9 in)
- Razpon kril: 12,0 m (39 ft 4 in)
- Višina: 3,05 m (10 ft 0 in)
- Površina kril: 22,44 m² (241,5 sq ft)
- Teža praznega letala: 1.680 kg (3704 lb)
- Naložena teža: 2.410 kg (5313 lb)
- Pogon letala: 1 ×  Nakajima Sakae 12 - 14-valjni zvezdasti zračno hlajen motor, 709 kW (950 KM)
- Vitkost (krilo): 6.4

 Zmogljivost 
- Neprekoračljiva hitrost: 660 km/h (356 vozlov, 410 mph)
- Maks. hitrost: 533 km/h (287 vozlov, 331 mph) na višini 4.550 m (14930 ft)
- Doseg: 3.105 km (1675 nmi, 1929 mi)
- Višina leta: 10.000 m (33000 ft)
- Hitrost vzpenjanja: 15,7 m/s (3100 ft/min)
- Obremenitev kril: 107,4 kg/m² (22,0 lb/sq ft)
- Razmerje moč/teža: 294 W/kg (0,18 KM/lb)

Oborožitev

- Strelno orožje: Balistika 7,69 mm strojnic in 20 mm topov

  - 2× 7,69 mm (.303") Tip 97 strojnica s po 500 naboji
  - 2× 20 mm (.79") Tip 99 top v krilih, 60 granat na top
- Bombe: 

  - 2 × 60 kg (132 lb) bombe ali
  - 1× fiksna 250 kg (551 lb) bomba za kamikaze napade